# Eragrostis camerunensis
Eragrostis camerunensis är en gräsart som beskrevs av Clayton. Eragrostis camerunensis ingår i släktet kärleksgrässläktet, och familjen gräs. Inga underarter finns listade i Catalogue of Life.